# Ethica, ordine geometrico demonstrata

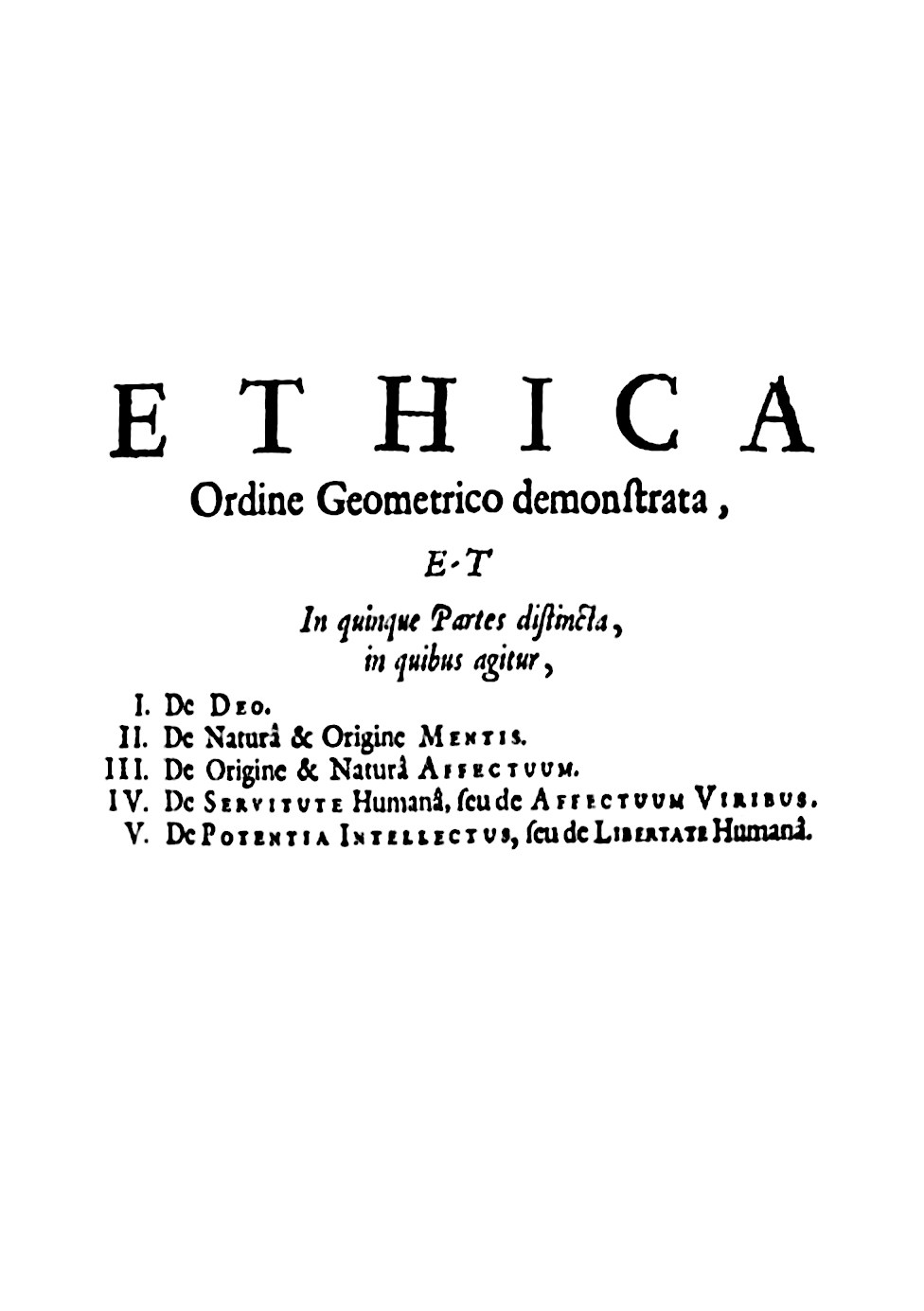
ETHIK (Inhaltsverzeichnis)

Ethica Ordine Geometrico demonstrata (neulateinisch; Ethik, nach geometrischer Methode dargelegt) oder kurz die Ethik ist ein philosophisches Werk von Baruch de Spinoza, das 1677 posthum, im Jahre seines Todes, erschien. Es gilt als sein Hauptwerk. Viele Teile davon hatte Spinoza allerdings schon in früher veröffentlichten Schriften dargestellt.

## Gesellschaftlicher Kontext
Die Ethik ist mit den Auffassungen der Zeit Spinozas zu verstehen. Während Gelehrte in den Niederlanden des 17. Jahrhunderts sich allzu oft dem Dienst der Seefahrt, des Handels und der Frühindustrialisierung verschrieben und dafür die Religion als Vehikel benutzten, steht der Ansatz Spinozas dem fundamental entgegen. Nach ihm sollte die Philosophie aus jeglicher Gotteskonvention herausgelöst sein und als Lebenslehre dienen. Dies war ein Gedankensprung aus der Scholastik, vergleichbar mit Descartes’ Erwiderung auf die zweiten Obiectiones gegen die Meditationes de prima philosophia.
Von der professionellen Theologie wurde Spinoza vor allem in Deutschland wegen seiner Ethik seinerzeit als gefährlicher Pantheist und Atheist geschmäht.

## Struktur: „Nach geometrischer Methode“
Die geometrische Struktur der logischen Abhandlung erweckt den Anschein, es handle sich um ein geschlossenes abgerundetes Ganzes. In der Ethik fasst Spinoza sowohl seine Metaphysik als auch seine Anthropologie und seine Ethik zusammen, wobei er streng den Prinzipien einer an der euklidischen Geometrie orientierten Methode folgt. Diese geometrische Methode war ein Kulturprinzip dieser Zeit. Sowohl französische Gärten als auch die Vorbereitung auf den Klassizismus in der Architektur bis hin zu Bachs Kunst der Fuge durchzieht ein strenger geometrischer Aufbau. Spinoza meinte, dass die Geometrie Wissenschaftler befähigen würde, Dinge ihrem Platz im Ganzen zuzuweisen und ihre Anordnung nicht dem Zufall überlassen werden dürfe, sonst würde die Wahrheit dem Menschen für ewig verborgen bleiben. Nur in einer unwiderlegbaren Idee Gottes, des Menschen und der Welt könne sich eine andere Wahrheitsnorm zeigen. Darum sei es Aufgabe der Philosophen, die Dinge von ihren Widersprüchen zu befreien.
Die Abhandlung ist in fünf Bücher eingeteilt.

## Inhalt
Das erste Buch(De Deo) hat das Wesen Gottes zum Thema.
Spinoza versucht das wahre Wesen Gottes darzulegen. Für ihn ist Gott nicht anthropomorph zu verstehen, d. h. als ein Wesen, das denken, wollen oder gar Gefühle haben könnte. Außerdem ist Gott nicht als eine Instanz zu verstehen, die die Welt durch ein fiat geschaffen hätte. Daneben macht er sich über den Freiheitsbegriff Gedanken: Ein Wesen ist frei, das allein aus der Notwendigkeit seines Wesens existiert und nur durch sich selbst zu einer Handlung bestimmt wird.
Das zweite Buch(De Naturâ & Origine Mentis) ist dem Wesen und dem Ursprung des Geistes gewidmet.
Hier beginnt er mit Definitionen der Begriffe Körper, Geist, Idee, Realität. Er geht auf das Zusammenspiel von Bewusstsein und Ausdehnung ein und kommt auf den Schluss: „Die Ordnung und Verknüpfung der Ideen ist dieselbe wie die Ordnung und Verknüpfung der Dinge.“ (Erkenntnistheorie)
Das dritte Buch(De Origine & Naturâ Affectuum) Über den Ursprung und Wesen der Affekte.
Hier entwickelt Spinoza seine Psychologie der Emotionen. Er definiert am Anfang die Begriffe Handeln, Leiden und Affekt. Grundlegend geht Spinoza davon aus, dass jedes Ding danach strebt, sich selbst zu erhalten und in seinem Sein zu beharren (Conatus).
Das vierte Buch(De Servitute Humanâ, seu de Affectuum Viribus) Über die Abhängigkeit von den Kräften der Affekte.
Hier eröffnen sich die eigentlichen ethischen Annahmen Spinozas im Sinne einer angewandten Psychologie.
Zunächst zeigt Spinoza die unumgehbaren Schranken, die dem Menschen durch seine psychische Affekte auferlegt sind. Streben nach Wahrheit ist nichts anderes als ein Selbsterhaltungsdrang des Geistes. In diesem Buch findet man die oft zitierte spinozistische Formel Deus sive Natura.
Das fünfte Buch(De Potentia Intellectus, seu de Libertate Humanâ) Von der Macht der Vernunft und der menschlichen Freiheit
Die wahre Macht der Vernunft ist ein sich Einlassen auf die göttliche Notwendigkeit des Seins der Dinge.
Erkennen ist Freiheit, Tugend und Glückseligkeit.

## Bisher unbekannte Kopie der Ethik im Vatikanischen Geheimarchiv
Am 26. Mai 2011 wurde bekannt, dass eine neue Kopie der Ethik im Vatikanischen Geheimarchiv gefunden wurde. Leen Spruit hat eine Ausgabe der Ethik von 1675 (zwei Jahre also vor dem Todesjahr Spinozas) gefunden. Es steht allerdings noch nicht fest, ob es Unterschiede zwischen der bisher bekannten, veröffentlichten Ausgaben von 1677 und der neu entdeckten von 1675 gibt.

## Ausgaben (Auswahl)
- Baruch de Spinoza: Ethica ordine geometrico demonstrata. Lateinisch–deutsch. Neu übersetzt, herausgegeben und mit einer Einleitung versehen von Wolfgang Bartuschat. Felix Meiner Verlag, Hamburg  1999, Philosophische Bibliothek, Bd. 92. XXXI, 612 Seiten, ISBN 978-3-7873-1431-7.
- Benedictus de Spinoza (1677): Die Ethik – Ethica. Lateinisch – Deutsch. Nach der Edition von Carl Gebhardts „Spinoza Opera“. Überarbeitung der Übersetzung von Jakob Stern (1888). Nachwort v. Bernhard Lakebrink. Reclam-Verlag, Stuttgart 2007, ISBN 978-3-15-000851-5, (Erstausgabe: Reclam, Stuttgart 1990, ISBN 3-15-000851-4).